# Lake Alabaster/Wāwāhi Waka
Der Lake Alabaster/Wāwāhi Waka ist ein See im Norden von Fiordland und im Südwesten der Südinsel von Neuseeland.

## Geographie
Der Lake Alabaster/Wāwāhi Waka befindet sich zwischen den Bryneira Range im Osten und den Skippers Range im Westen, rund 20 km südöstlich der Westküste der Südinsel. Der See besitzt eine Länge von rund 6,1 km und kommt auf eine maximale Breite von knapp über 1 km. Bei einem Umfang von 13,9 km weist der See eine Fläche von 5,2 km² auf. Die Seehöhe beträgt 18 m.
Der Lake Alabaster/Wāwāhi Waka wird von Norden her vom Pyke River gespeist und im Süden vom selben entwässert. Kurz nach Verlassen des Sees mündet der Pyke River in den Hollyford River/Whakatipu Kā Tuka.

## Wanderwege
Der Hollyford Track, einer der bekanntesten neuseeländischen Wanderwege, überquert den Abfluss des Sees mit einer Hängebrücke und an seiner Ostseite führt der Pyke Big Bay Track entlang nach Norden in Richtung Lake Wilmot.
Der See ist Teil des Fiordland National Park und das Department of Conservation betreibt am Südende des Sees eine Wanderhütte, die 2005 erneuert worden ist. Nahebei befindet sich auch die „Pyke Lodge“ für geführte Wanderungen.

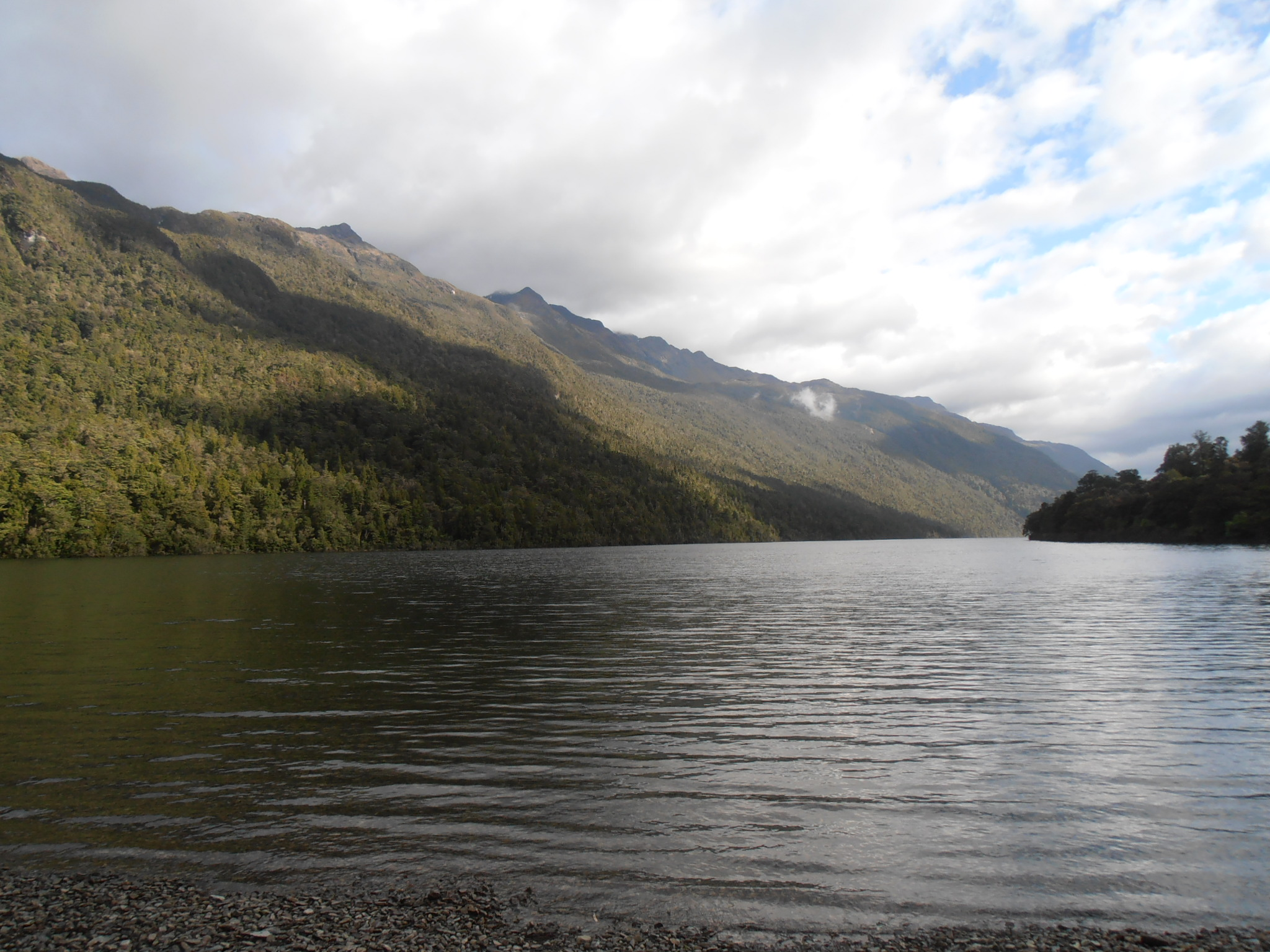
Der See
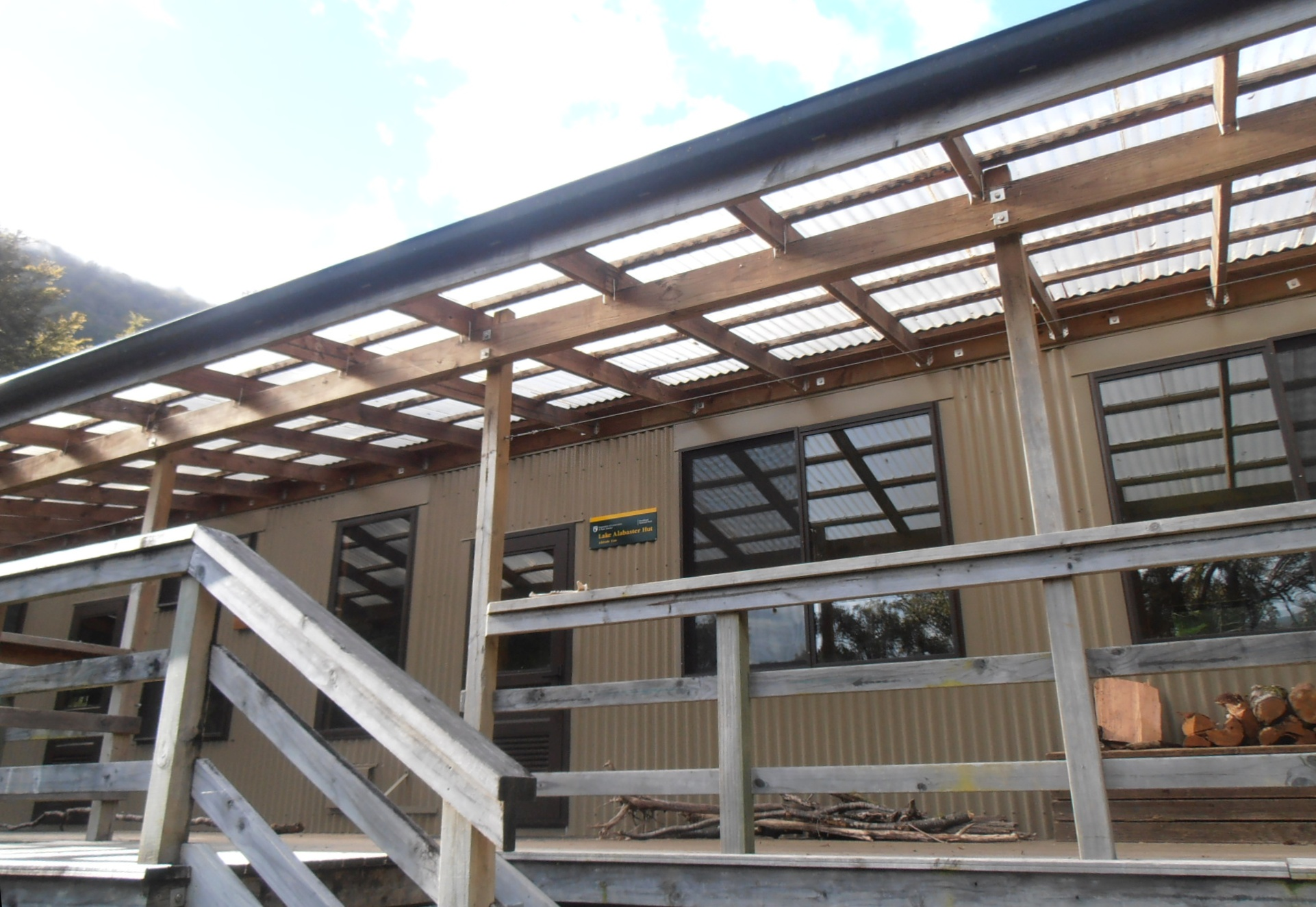
DoC-Hütte (seit 2005)
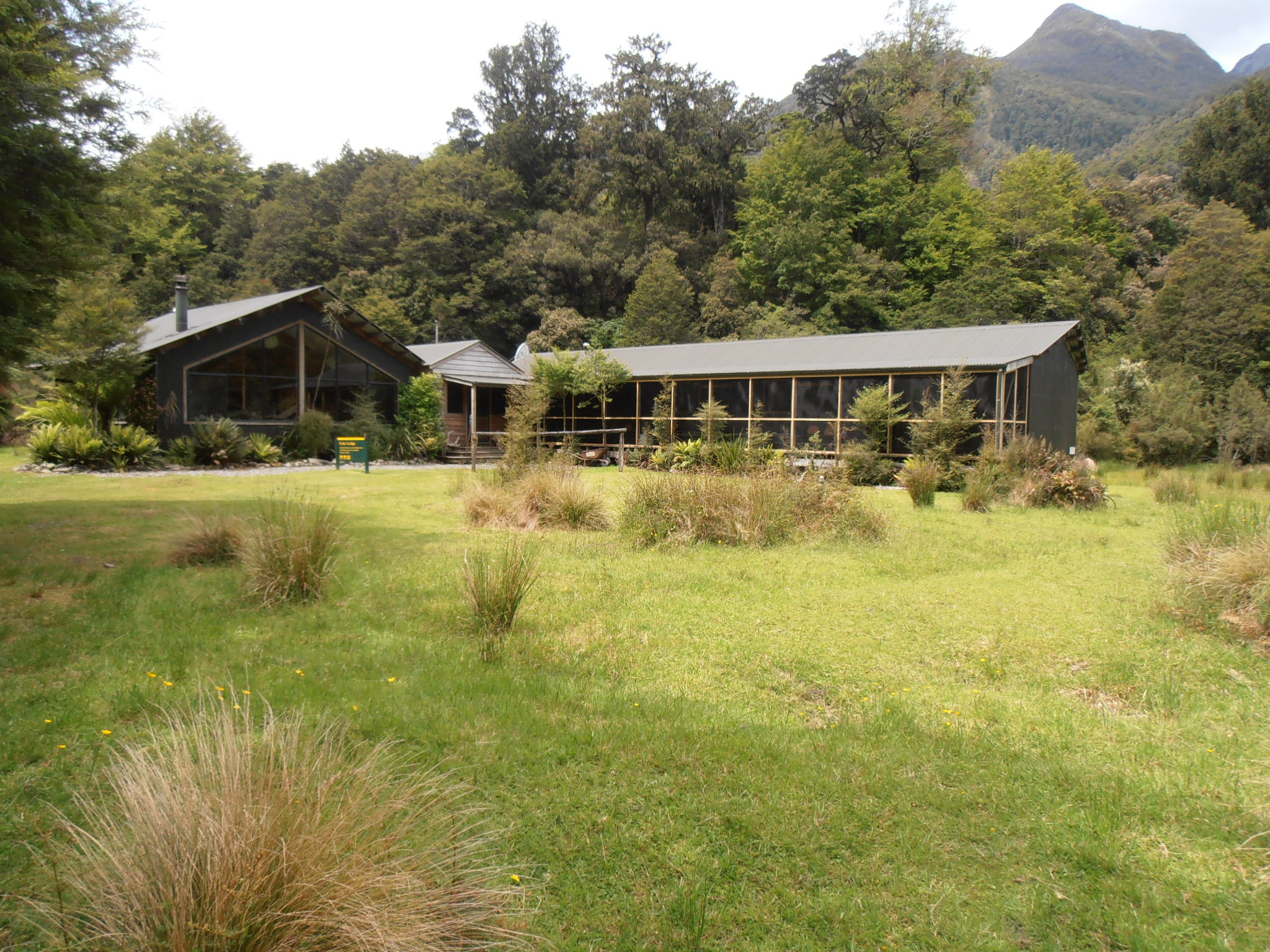
Private Lodge